# Конфалонијера (Бреша)
Конфалонијера је насеље у Италији у округу Бреша, региону Ломбардија.
Према процени из 2011. у насељу је живело 75 становника. Насеље се налази на надморској висини од 158 м.